# Brachycephalus nodoterga
Brachycephalus nodoterga är en groddjursart som beskrevs av Miranda-Ribeiro 1920. Brachycephalus nodoterga ingår i släktet Brachycephalus och familjen Brachycephalidae. IUCN kategoriserar arten globalt som otillräckligt studerad. Inga underarter finns listade.